# والنتینا داوتیان
والنتینا فئودوری داوتیان (ارمنی: Վալենտինա Ֆեոդորի Դավթյան؛ انگلیسی: Valentina Davtyan؛ زادهٔ ۲۰ اوت ۱۹۴۶) بازیگر اهل ارمنستان است. وی از سال میلادی تاکنون مشغول فعالیت بوده‌است.

## زندگی‌نامه
وی در ۲۰ اوت ۱۹۴۶ به دنیا آمد . همسر وی استپان داوتیان خواننده اپرا است. وی در تئاتر روسی استانیسلاوسکی ایروان فعالیت می‌کرد. وی همچنین برندهٔ جوایزی همچون هنرمند شایسته ارمنستان شوروی شده‌است. 

## یادداشت
1. ↑  Ստեփան Դավթյան